# Oltedal
Oltedal este o localitate din comuna Gjesdal, provincia Rogaland, Norvegia, cu o suprafață de 0,54 km² și o populație de 916 locuitori (2013).